# Fešáci: Je nám 40
Je nám 40 je dvojCD skupiny české country skupiny Fešáci. Vyšlo v roce 2007 u vydavatelství Vaško Music, které sídlí v ulici Na mokřinách v Praze.

## Seznam skladeb
1. Byl to pád (zpívá Tomáš Linka)
2. Zas mě volá Georgia (zpívá Robert Moucha)
3. Lámat skály (zpívá Jindra Šťáhlavský)
4. Jsi pojem (zpívá Jindra Malík)
5. Střepy lásky (zpívá Tomáš Linka)
6. Dnes beru (zpívá Robert Moucha)
7. Deprese (zpívá Jindra Šťáhlavský)
8. Je nám čtyřicet (zpívá Jindra Malík)
9. Vánoční čas (zpívá Tomáš Linka)
10. Bílý hrob (zpívá Robert Moucha)
11. Konec smutku (zpívá Jindra Šťáhlavský)
12. Zapomeň (zpívá Erika Kahounová)
13. Dědovo banjo (zpívá Petr Kocman)
14. Jak se mám (zpívá a recituje Petr Novotný)
15. Fešácký song (zpívají všichni)